# Iazu (cratère)
Pour les articles homonymes, voir Iazu.
Iazu est un cratère d'impact martien d'environ 7 km de diamètre qui se situe dans la région de Meridiani Planum.
Il se trouve à proximité du site atterrissage de la mission d'exploration MER-B. 
Ses rebords furent photographiés par la sonde Opportunity (sol 1820) alors qu'elle se dirigeait en direction du cratère Endeavour. 
À cette date (mars 2009) Iazu se trouvait à une distance d'environ 38 km par rapport au rover martien.

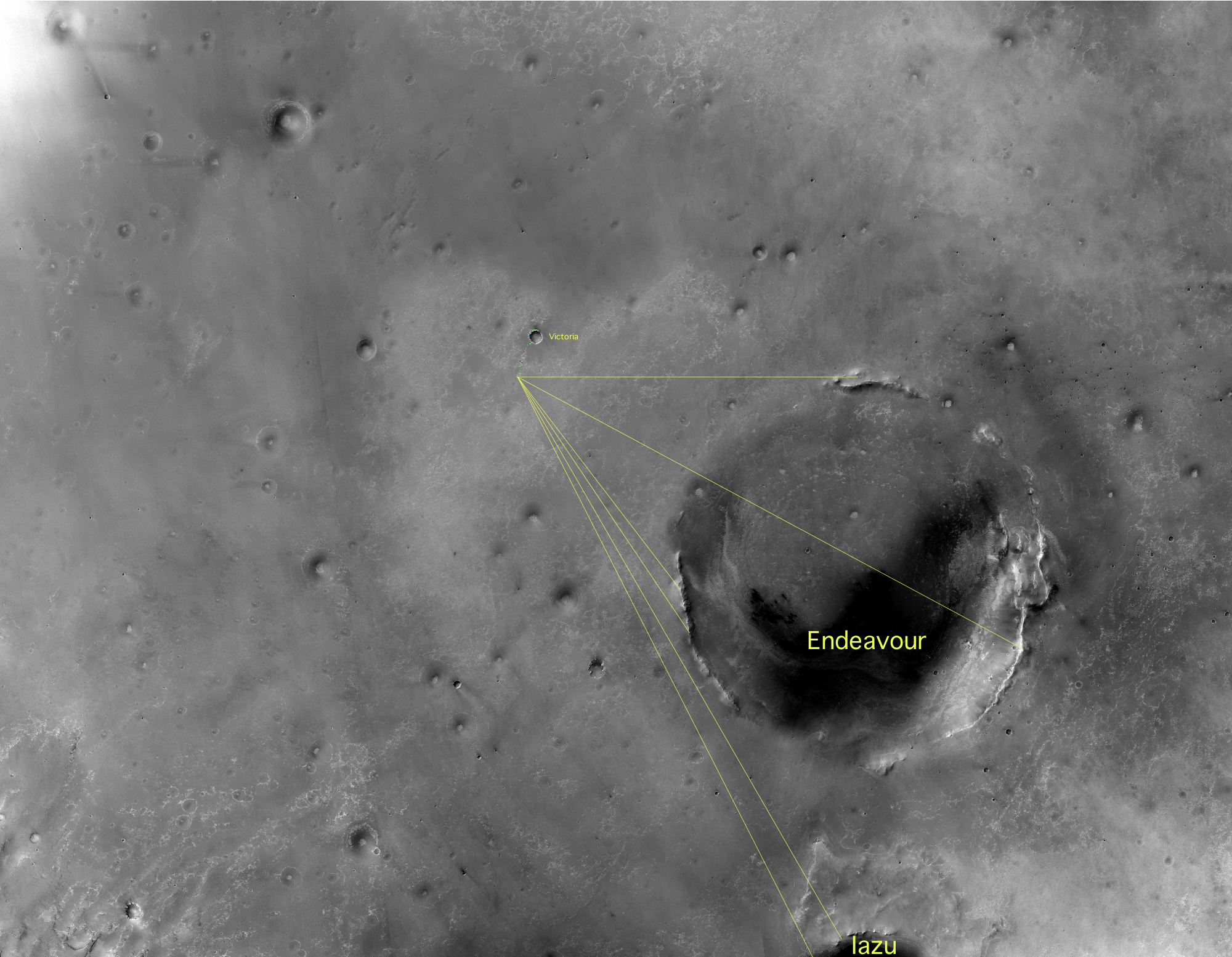
Image d'ensemble montrant la position d'Opportunity en mars 2009 par rapport aux cratères Victoria, Endeavour et Iazu.